# Ski alpin aux Deaflympics - Super-G
Le Super-G a fait son apparition aux Deaflympics lors de l’édition de 1983 à Madonna di Campiglio à l'Italie. C’est l'australien Andrew Swan qui en a ouvert le palmarès masculin et la française Caroline Barbuzynski pour le palmarès féminin.

## Palmarès

### Hommes
| Édition | Or                              | Argent                 | Bronze                    |
| ------- | ------------------------------- | ---------------------- | ------------------------- |
| 1983    | Andrew Swan (AUS)               | Torkel Hoff (NOR)      | Vittorio Palatini (ITA)   |
| 1995    | Crawford Carrick-Anderson (GBR) | Josef Schaupper (AUT)  | Robert Schaupper (AUT)    |
| 1999    | Aaron Nider (ITA)               | Martin Larch (ITA)     | Josef Schaupper (AUT)     |
| 2007    | Matthias Becherer (GER)         | Roland Schneider (SUI) | Phillipp Perchtold (AUT)  |
| 2015    | Giacomo Pierbon (ITA)           | Philipp Steiner (SUI)  | Nicolas Sarremejane (FRA) |

### Femmes
| Édition | Or                   | Argent                | Bronze              |
| ------- | -------------------- | --------------------- | ------------------- |
| 1983    | Caroline Barbuzynski | Brigitte Pelletier    | Katja Tissi         |
| 1995    | Marlene Lenzenwöger  | Nicoletta Lenzenwöger | Sabina Hmelina      |
| 1999    | Petra Kurkova        | Sabina Hmelina        | Lojzka Meglic       |
| 2007    | Amanda Ann Mooneyham | Petra Kurkova         | Tereza Kmochova     |
| 2015    | Tereza Kmochova      | Melissa Kock          | Beatrice Brunnbauer |

## Tableau des médailles
Total par pays
| Rang | Nation             | Or | Argent | Bronze | Total |
| ---- | ------------------ | -- | ------ | ------ | ----- |
| 1    | Italie             | 2  | 1      | 1      | 4     |
| 1    | République tchèque | 2  | 1      | 1      | 4     |
| 3    | Autriche           | 1  | 3      | 4      | 8     |
| 4    | France             | 1  | 1      | 1      | 3     |
| 5    | Allemagne          | 1  | 0      | 0      | 1     |
| 5    | Royaume-Uni        | 1  | 0      | 0      | 1     |
| 5    | États-Unis         | 1  | 0      | 0      | 1     |
| 5    | Australie          | 1  | 0      | 0      | 1     |
| 9    | Suisse             | 0  | 2      | 1      | 3     |
| 10   | Slovénie           | 0  | 1      | 2      | 3     |
| 11   | Norvège            | 0  | 1      | 0      | 1     |

### Liens Internes
- Ski alpin aux Deaflympics